# اس/ئی خوشی
اس/ئی خوشی (سوئدی: S/Y Glädjen) یک فیلم درام اقتباسی سوئدی است که در سال ۱۹۸۹ منتشر شد. از بازیگران آن می‌توان به ویوکا سلدال، لنا اولین و استلان اسکاشگورد اشاره کرد.